# Antologie
Antologie – seria wydawnicza książek wydawana przez Fabrykę Słów. W skład serii wchodzą zbiory opowiadań z gatunków fantasy i science fiction, współczesnych polskich i zagranicznych autorów.

## Książki wydane w serii tematycznej „Antologie”
- Zajdel 2002 (2002)

Autorzy opowiadań: Rafał A. Ziemkiewicz, Andrzej Ziemiański, Maja Lidia Kossakowska, Wojciech Świdziniewski
- Zajdel 2003 (2003)

Autorzy opowiadań: Andrzej Pilipiuk, Rafał A. Ziemkiewicz, Anna Brzezińska
- Demony (2004)

Autorzy opowiadań: Andrzej Pilipiuk, Rafał A. Ziemkiewicz, Eugeniusz Dębski, Jacek Komuda, Jacek Piekara, Jarosław Grzędowicz, Maja Lidia Kossakowska, Paweł Siedlar, Eva Mroczek, Artur Szrejter
- Małodobry (2004)

Autorzy opowiadań: Andrzej Pilipiuk, Eugeniusz Dębski, Jacek Komuda, Jacek Piekara, Jarosław Grzędowicz, Maja Lidia Kossakowska, Szczepan Twardoch, Tomasz Kołodziejczak, Hubert Spandowski, Kamil C. Alster, Mateusz Bandurski
- Deszcze niespokojne (2005)

Autorzy opowiadań: Eugeniusz Dębski, Tomasz Pacyński, Jarosław Grzędowicz, Maja Lidia Kossakowska, Paweł Siedlar, Marcin Wroński, Szczepan Twardoch, Jerzy Roś, Mateusz Spychała, Rafał Chojnacki, Szymon Kazimierski
- Mroczny Bies. Almanach rosyjskiej fantastyki (2006)

Autorzy opowiadań: Władimir Wasiljew, Leonid Kudriawcew, Jelena Chajeckaja, Wiera Kamsza, Jewgienij Łukin, Anton Pierwuszyn
- Tempus Fugit tom 1 (2006)

Autorzy opowiadań: Eugeniusz Dębski, Jarosław Grzędowicz, Marcin Wroński, Milena Wójtowicz, Cezary Frąc, Paweł Majka, Sebastian Uznański
- Tempus Fugit tom 2 (2006)

Autorzy opowiadań: Andrzej Pilipiuk, Maja Lidia Kossakowska, Romuald Pawlak, Eva Mroczek, Tomasz Kołodziejczak, Tomasz Kaczmarek, Sebastian Imielski, Katarzyna Kruszewska
- Niech żyje Polska. Hura! tom 1 (2006)

Autorzy opowiadań: Jacek Komuda, Jarosław Grzędowicz, Feliks W. Kres, Tomasz Kołodziejczak, Marcin Baryłka, Michał Studniarek, Jacek Drewnowski, Iwona Żółtowska, Mirosława Sędzikowska, Jan Atmański
- Niech żyje Polska. Hura! tom 2 (2007)

Autorzy opowiadań: Andrzej Pilipiuk, Rafał A. Ziemkiewicz, Jacek Piekara, Tomasz Bochiński, Artur Szrejter, Krzysztof Kochański, Katarzyna Urbanowicz, Piotr Schmidtke, Joanna Kułakowska, Jerzy Rzymowski, Łukasz M. Wiśniewski
- Czarna msza. Almanach rosyjskiej fantastyki 2 (2007)

Autorzy opowiadań: Władimir Wasiliew, Wiera Kamsza, Oleg Diwow, Jelena Pierwuszyna, Paweł Amnuel, Jewgienij Łukin
- Kochali się, że strach (2007)

Autorzy opowiadań: Aleksandra Janusz, Andrzej W. Sawicki, Aleksandra Zielińska, Marta Kisiel, Karolina Majcher, Karol Makawczyk, Paweł Grochowalski, Krzysztof Skolim, Daniel Greps, Rafał W. Orkan, Martyna Raduchowska, Konrad Romańczuk, Wiktoria Semrau
- Antologia A.D.XIII, tom 1 (2007)

Autorzy opowiadań: Jacek Komuda, Jacek Piekara, Marcin Wroński, Tomasz Bochiński, Magdalena Kozak, Rafał Dębski, Mirosława Sędzikowska, Krzysztof Kochański, Katarzyna Urbanowicz, Ewa Białołęcka, Adam Przechrzta
- Antologia A.D.XIII, tom 2 (2007)

Autorzy opowiadań: Andrzej Pilipiuk, Anna Kańtoch, Maja Lidia Kossakowska, Jakub Ćwiek, Janusz Cyran, Eva Mroczek, Cezary Frąc, Krzysztof Kochański, Krzysztof Piskorski, Łukasz Orbitowski, Iwona S. Nowak
- Epidemie i zarazy (2008)

Autorzy opowiadań: Andrzej Pilipiuk, Jacek Komuda, Anna Kańtoch, Paweł Siedlar, Jakub Ćwiek, Rafał Dębski, Tomasz Duszyński, Michał Cholewa
- Zachowuj się jak porządny trup (2008)

Autorzy opowiadań: Miroslav Žamboch, Ďuro Červenák, Jozef Girovský, Michal Hvorecký, Jiří Kulhánek, Zuska Mnichová, Anton Stiffel, Jaroslav Mostecký, Ondřej Neff, Jiří Prochazka, Jana Rečkova, Michal Jedinák, Dušan Fabian
- Kanon Barbarzyńców t.1 (2008)

Autorzy opowiadań: Tomasz Bochiński, Rafał Dębski, Cezary Frąc, Paweł Majka, Anna Koronowicz, Dawid Juraszek, Jewgienij T. Olejniczak, Michał Cetnarowski
- Krwawe powroty (2009)

Autorzy opowiadań: Tanya Huff, Charlaine Harris, Christopher Golden, Bill Crider, Kelley Armstrong, Jim Butcher, Rachel Caine, Jeanne C. Stein, Carolyn Haines, Tate Hallaway, Elaine Viets, Toni L.P. Kelner, P.N. Elrod